# Citrinarchis oxyphanta
Citrinarchis oxyphanta är en fjärilsart som beskrevs av Edward Meyrick 1938. Citrinarchis oxyphanta ingår i släktet Citrinarchis och familjen spinnmalar. Inga underarter finns listade i Catalogue of Life.